# Team Bridgestone Anchor (2003-2005)
El Team Bridgestone Anchor va ser un equip ciclista japonès professional en ruta, que va competir de 2003 a 2005. L'últim any va tenir categoria Continental.
No s'ha de confondre amb el posterior Team Bridgestone Anchor.

## Principals resultats
- Volta a la Xina: Koji Fukushima (2004)
- Volta a Sèrbia: Koji Fukushima (2004)
- Volta al Japó: Shinichi Fukushima (2004)
- Tour de Siam: Shinichi Fukushima (2005)
- Volta a Okinawa: Yasutaka Tashiro (2005)

### Grans Voltes
- Tour de França
  - 0 participacions

- Giro d'Itàlia
  - 0 participacions

- Volta a Espanya
  - 0 participacions

## Classificacions UCI
Fins al 1998 els equips ciclistes es trobaven classificats dins l'UCI en una única categoria. El 1999 la classificació UCI per equips es dividí entre GSI, GSII i GSIII. D'acord amb aquesta classificació els Grups Esportius I són la primera categoria dels equips ciclistes professionals. La següent classificació estableix la posició de l'equip en finalitzar la temporada.
| Temporada | Classificació per equips | Millor ciclista en la classificació individual |
| --------- | ------------------------ | ---------------------------------------------- |
| 2003      | 36è (GSIII)              | Yasutaka Tashiro (794è)                        |
| 2004      | 26è (GSIII)              | Shinichi Fukushima (610è)                      |

A partir del 2005 l'equip participa en les proves dels circuits continentals.
UCI Àsia Tour
| Temporada | Classificació per equips | Millor ciclista en la classificació individual |
| --------- | ------------------------ | ---------------------------------------------- |
| 2005      | 6è                       | Koji Fukushima (16è)                           |

UCI Europa Tour
| Temporada | Classificació per equips | Millor ciclista en la classificació individual |
| --------- | ------------------------ | ---------------------------------------------- |
| 2005      | 66è                      | Koji Fukushima (158è)                          |